# 凱雷姆·德米爾巴伊
凱雷姆·德米爾巴伊（德語：Kerem Demirbay；1993年7月3日—），德國足球運動員，現效力於土超球會艾尤普，前德國國家足球隊成員，司職中場。

## 俱樂部生涯
德米爾巴伊1993年7月出生於德國的黑爾滕，父母均來自土耳其，擁有土耳其和德國雙重國籍。自幼在沙爾克04青訓營進行培訓，不過在14歲時轉投到了沙爾克死敵多特蒙德。他在步入職業生涯後無法在一線隊有出場機會，只能隨多特蒙德二隊徵戰德丙聯賽。德米爾拜在2013年自由轉會加盟了漢堡。
德米爾巴伊在為漢堡隊實現3次德甲登場後，開始了自己的外租生涯。此後他在德乙球隊凱澤斯勞滕以及杜塞爾多夫均有著不錯的表現，不過漢堡始終沒有將其召回和重用的意思，於是德米爾拜在去年夏天接受了的召喚，以170萬的身價加盟了霍芬海姆1899。整個賽季，德米爾拜為霍芬海姆貢獻了6粒進球和8次助攻，這項數據在全歐洲23歲以下中場球員中排名前三。

## 國家隊生涯
德米爾巴伊曾代表土耳其各級別青年隊出場，不過在首次入選德國U21隊後便取消了土耳其護照。
在2017年6月，德米爾巴伊在對陣丹麥的比賽中替補登場。幾周之後他迎來了國家隊的首球，他一記禁區外的勁射幫助德國隊在2017年聯合會杯上3-1擊敗喀麥隆。

## 外部連結
- Soccerway資料庫：凱雷姆·德米爾巴伊
- fussballdaten.de：凱雷姆·德米爾巴伊之統計數據 （德文）
- 凱雷姆·德米爾巴伊 （页面存档备份，存于）在踢球者中的档案